# Sky-Map.org
Sky-Map.org 또는 WikiSky.org는 5억 개 이상의 알려진 천체를 포괄하는 위키 및 대화형 하늘 지도이다. WikiSky는 부분적으로 위키로 설계되었다. 따라서 사용자는 기사 작성, 인터넷 링크 추가, 이미지 업로드 또는 특정 작업에 대한 특별 관심 그룹 생성을 통해 다양한 항성에 대한 정보를 편집할 수 있다.
이 웹사이트는 여전히 사용자가 방문할 수 있지만 2010년 이후 거의 활동을 보이지 않았다.

## 소프트웨어
Wikisky는 은하진화탐사선(GALEX), DSS, 슬론 디지털 전천탐사(SDSS)를 포함한 여러 측량을 통해 하늘을 표현할 수 있다. 어느 모드에서나 사용자는 가시적 공간 객체의 이름과 간략한 설명에 접근할 수 있다. 이는 기사와 다양한 사진 이미지를 포함한 보다 자세한 정보에 접근하는 데 사용될 수 있다. 또한 지도, 객체 정보, SDSS 데이터에 액세스하기 위한 코드를 작성할 수 있는 자체 API도 있다.

## 같이 보기
- 스텔라리움
- 구글 어스
- 슬론 디지털 전천탐사